# Sven Lundgren (løber)
 Der er flere personer med dette navn, se Sven Lundgren.
Sven Emil Lundgren (født 29. september 1896 i Bromma, død 18. juni 1960) var en svensk mellemdistanceløber.
Sven Lundgren vandt en række svenske mesterskaber i perioden 1919 til 1924, først og fremmest i 800- og 1500-meterløb.
Sven Lundgren havde verdensrekorden på 1000 meter med tiden 2,28,5 i perioden mellem 1922 og 1926. Han var svensk rekordindehaver på 800 meter med tiden 1,54,3 fra 1921 til 1925 og på 1000 meter fra 1922 til 1929. Han satte verdensrekord på 500 meter med 1.05,5. Ved De Olympiske Lege i 1920 deltog han på det svenske bronzehold i 3000 meter holdløb og blev nummer fem på 1500 meter, mens han blev slået ud i indledende heat på 800 meter.
Han deltog også ved OL 1924, hvor han blev nummer to i sit indledende heat, men som nummer fire i semifinalen lige akkurat ikke kvalificerede sig til finalen i 800-meterløbet. I 3000 meter for hold blev svenskerne med Lundgren nummer tre i det indledende heat, hvilket ikke rakte til en finaleplads.
Han vandt Dicksonpokalen 1919, 1920 og 1922. På klubniveau løb han for IK Göta i Stockholm.